# Adeline Gray
Pour les articles homonymes, voir Adeline Gray (parachutiste) et Gray.
Adeline Maria Gray est une lutteuse libre américaine née le 15 janvier 1991 à Denver.
Elle est six fois championne du monde, en 2012 dans la catégorie des moins de 67 kg, en 2014 et 2015 en catégorie des moins de 75 kg, et en 2018, 2019 et 2021 en catégorie des moins de 76 kg. Elle est la première athlète en lutte américaine, homme ou femme à remporter six titres mondiaux.

## Palmarès

### Jeux olympiques
- Médaille d'argent en lutte libre dans la catégorie des moins de 76 kg en 2021 à Tokyo

### Championnats du monde
- Médaille d'or en lutte libre dans la catégorie des moins de 76 kg en 2021 à Oslo
- Médaille d'or en lutte libre dans la catégorie des moins de 76 kg en 2019 à Noursoultan
- Médaille d'or en lutte libre dans la catégorie des moins de 76 kg en 2018 à Budapest
- Médaille d'or en lutte libre dans la catégorie des moins de 75 kg en 2015 à Las Vegas
- Médaille d'or en lutte libre dans la catégorie des moins de 75 kg en 2014 à Tachkent
- Médaille d'or en lutte libre dans la catégorie des moins de 67 kg en 2012 à Strathcona County
- Médaille de bronze en lutte libre dans la catégorie des moins de 72 kg en 2013 à Budapest
- Médaille de bronze en lutte libre dans la catégorie des moins de 67 kg en 2011 à Istanbul

### Jeux panaméricains
- Médaille d'or en lutte libre dans la catégorie des moins de 75 kg en 2015 à Toronto

### Championnats panaméricains
- Médaille d'or en lutte libre dans la catégorie des moins de 76 kg en 2021 à Guatemala
- Médaille d'or en lutte libre dans la catégorie des moins de 76 kg en 2019 à Buenos Aires
- Médaille d'or en lutte libre dans la catégorie des moins de 76 kg en 2018 à Lima
- Médaille d'argent en lutte libre dans la catégorie des moins de 76 kg en 2020 à Ottawa